# Benriach
Benriach ist eine Whiskybrennerei bei Elgin, Schottland, Großbritannien.

## Geschichte
Die Brennerei wurde 1898 von John Duff erbaut, musste allerdings, bis auf die Mälzerei, die u. a. Longmorn versorgte, schon 1900 wieder schließen und wurde erst 1965 von Glenlivet Distillers Ltd. wiedereröffnet. 1978 ging sie an Seagram und wurde 1985 von zwei auf vier Brennblasen erweitert. Zwischen 1983 und 1996 wurde u. a. ungewöhnlich torfiger Whisky hergestellt, der für Blends gedacht war, da der damalige Mutterkonzern nicht über eine Islay-Brennerei verfügte. Ein Teil der damaligen Produktion ist inzwischen als Single Malt erhältlich. 1999 wurden die Malzböden nach über 100 Jahren durchgehender Produktion geschlossen. Am 19. Dezember 2001 ging die Destillerie an Pernod Ricard, die erst die Produktion drosselten und die Brennerei nur 3 Monate im Jahr betrieben, bis sie sie im August 2002 ganz stilllegten. Im April 2004 kauften Billy Walker, Geoff Bell und Wayne Keiswetter die Brennerei, die seitdem wieder im Normalbetrieb läuft. Zur Benriach Distillery Co. Ltd. gehört seit 2008 auch Glendronach und seit 2013 Glenglassaugh. 2016 wurde die Benriach Distillery Co. Ltd. für 285 Millionen Pfund Sterling von dem US-amerikanischen Konzern Brown-Forman übernommen.

## Produktion
Das Wasser der zur Region Speyside gehörenden Brennerei stammt aus lokalen Quellen. Sie verfügt über einen Maischbottich (mash tun) (6,1 t), acht Gärbottiche (wash backs) (zusammen 240.000 l), zwei wash stills und zwei spirit stills, die mit Dampf erhitzt werden.
Um 1998 wurde für kurze Zeit der Whisky dreimal gebrannt, was für schottischen Whisky eher selten ist. Das Ergebnis ist seit dem Batch 11 zu erleben.
2014 gab es den ersten unter Billy Walker gebrannten Whisky (The BenRiach 10th Anniversary) und 2015 mit dem BenRiach 10 years old single malt die erste Standardabfüllung. Seit 2015 werden die stillgelegten Malzdarren für ein paar Tage im Jahr wieder in Betrieb genommen. Auch wurden einige Neuerungen in den Abfüllungen und im Design der Flaschen inkl. Tubes vorgenommen.